# I Want Your Sex (película)
I Want Your Sex es una próxima película estadounidense de suspenso erótico dirigida por Gregg Araki y escrita por Karley Sciortino y Araki. Está protagonizada por Olivia Wilde, Cooper Hoffman, Charli XCX, Daveed Diggs, Mason Gooding, Chase Sui Wonders, Johnny Knoxville, Margaret Cho y Roxane Mesquida.

## Argumento
Elliot (Hoffman) consigue un trabajo para la famosa y provocativa artista Erika Tracy (Wilde). Sus fantasías se hacen realidad cuando Erika le contrata para que se convierta en su musa sexual.

## Reparto
- Olivia Wilde como Erika Tracy
- Cooper Hoffman como Elliot
- Charli XCX
- Daveed Diggs
- Mason Gooding
- Chase Sui Wonders
- Johnny Knoxville
- Margaret Cho
- Roxane Mesquida como Yvette

## Producción
En mayo de 2024, se informó de que una película de suspenso dirigida por Gregg Araki y coescrita por Karley Sciortino titulada I Want Your Sex estaba en desarrollo, con Olivia Wilde en el papel principal. En agosto, Cooper Hoffman se unió al reparto como Elliot y Charli XCX se unió en un papel no revelado. A finales de octubre, Daveed Diggs, Mason Gooding, Chase Sui Wonders, Johnny Knoxville y Margaret Cho se unieron al reparto. En noviembre, Roxane Mesquida reveló que se unía a la película.

### Rodaje
La fotografía principal comenzó el 2 de octubre de 2024, en Los Ángeles. El rodaje terminó el 27 de octubre.